# Dieppe (circonscription provinciale)
Pour les articles homonymes, voir Dieppe.
Circonscription électorale provinciale du Canada
Dieppe (auparavant Dieppe Centre-Lewisville) est une ancienne circonscription électorale provinciale du Nouveau-Brunswick, au Canada. Elle est représentée à l'Assemblée législative entre 2006 et 2024.

## Géographie
La circonscription comprend :
- une partie de la ville de Dieppe.

## Liste des députés
| Législature                                                                                          | Années    | Député         | Député         | Parti                     |
| --- | --------- | -------------- | -------------- | ------------------------- |
| Dieppe-Centre-Lewisville Circonscription issue de Dieppe-Memramcook, Moncton-Est et Moncton-Crescent |           |                |                |                           |
| 56e                                                                                                  | 2006-2010 |                | Cy Leblanc     | Progressiste-conservateur |
| 57e                                                                                                  | 2010-2014 |                | Roger Melanson | Libéral                   |
| Dieppe                                                                                               |           |                |                |                           |
| 58e                                                                                                  | 2014-2018 |                | Roger Melanson | Libéral                   |
| 59e                                                                                                  | 2018-2020 |                | Roger Melanson | Libéral                   |
| 60e                                                                                                  | 2020-2022 |                | Roger Melanson | Libéral                   |
| 60e                                                                                                  | 2023-2024 | Richard Losier |                | Libéral                   |
| Dissoute dans Dieppe-Memramcook et Baie-de-Shédiac—Dieppe                                            |           |                |                |                           |